# Plamen Kračunov
Plamen Nikolov Kračunov (in bulgaro Пламен Николов Крачунов?; Plovdiv, 11 gennaio 1989) è un calciatore bulgaro, difensore dell'Arda Kărdžali.

## Carriera
Il 5 luglio 2017 viene acquistato a titolo definitivo dalla squadra polacca dello Sandecja Nowy Sącz.